# Meir Stern
Meir Stern (* vor 1661 in Frankfurt am Main; † 1680 in Niederursel) war ein deutscher Rabbiner und Kabbalist.

## Leben
Stern war mit Tamara, der Tochter des Frankfurter Rabbiners Mendel Bass, und nach deren Tod mit ihrer Schwester Jutlen verheiratet, mit der er einen Sohn, Mendel Stern, hatte. 1661 war er Rabbinatsbeisitzer in Frankfurt am Main, ging 1662 nach Wien und wurde dann als Rabbiner nach Fulda berufen. Nach der Vertreibung der Juden aus Fulda wurde er 1677 Rabbiner in Amsterdam. Er starb 1680 auf der Reise nach Krakau, wohin er als Rektor der Hochschule berufen worden war, in Niederursel.
Stern kannte sich gut mit der Kabbala aus und unterrichtete darin Christian Knorr von Rosenroth. Außerdem lehrte er einige Christen die hebräische Sprache. In Wien arbeitete er mit dem Kabbalisten Jakob Temerls zusammen. Stern half in Amsterdam bei der Durchsicht der Bibelübersetzungen von Jekutiel Blitz und Josel Witzenhausen mit.